# الجامع الكبير بباجة
الجامع الكبير أو الجامع العتيق أو الجامع الأعتق هي مسميات لأحد أقدم أقدم مساجد تونس و يقع في مدينة باجة شمال غربي البلاد، و قد بني المسجد سنة 945م بأمر من الخليفة الفاطمي المنصور بالله.

## تاريخ الجامع

### البناء
لقد كان مبنى الجامع من قبل معبدا وثنيا مخصصا للأله تالوس (Tellus) و ذلك قبل أن يصبح بازيليك في القرن الرابع ميلادي. و إثر الغزو الواندالي لتونس تم تدمير الكنيسة سنة 480م و لن يتم إعادة بناءها إلا سنة 533م بأمر من الإمبراطور جستينيان الأول.

و لكن أثناء اجتياح قوات أبو يزيد لمدينة باجة أثناء ثورة صاحب الحمار دمّرت الكنيسة مرّة أخرى. إثرى هذا قرر الخليفة المنصور بالله الفاطمي سنة 945م بناء مسجد على أنقاض الكنيسة.

### التجديد
في سنة 1922م و إثر الإهمال و انعدام الصيانة التي عانى منها الجامع، قرر سكان المدينة و برعاية الباي محمد الناصر بتجديد المسجد.

## المعمار

### بيت الصلاة
يتصل بيت الصلاة بصحن الجامع بستة أبواب فيما ينفتح على مصلى الجنائز باب واحد. و يحتوي بيت صلاة الجامع الكبير على 13 رواقا الأوسط منها و هو المجاز القاطع أوسع من الأروقة الأخرى ويؤدي إلى المحراب. 

و تقوم هذه القاعة على غابة من السواري الدقيقة على صورة كاملة التعامد والثبات تامة التــوازي والتراص تستبد بكامل الفضاء، ستين سارية اسطوانية من الرخام تحليها تيجان موحدة على هيئة زهرة اللوتس تحمل فوقها عقودا نصف دائرية يقوم عليها سقف محدب كله أقبية مستطيلة. و يبدو أن ضخامة هذه العقود الأقواس و ارتفاعها جعلت المعماري يتجه إلى استخدام أوتاد خشبية سميكة وقطائن من الحديد لربط السواري وإحكام انشدادها إلى بعضها بعضا والحيلولة دون انفراجها تحت ثقل البائكات كما حدت به إلى استخدام دعامات من الحجر متساوية الأضلاع، عددها 26 دعامة, 12 دعامة منها موزعة بالتساوي بين الجدارين الأيمن والأيسر وجدار القبلة و 14 دعــامـة في الجدار الجوفي.

### المحراب
محراب الجامع الأعظم هو عبارة عن حنية ذات مسقط نصف دائري قطرها 1.60 متر وعمقها 1.40 متر وارتفاعها 2.95 متر تحف بها أعمدة مرمرية في غاية الجلال والجمال، و قد اكتسى هذا الموضع الذي يحدد بدقة اتجاه القبلة ومنه يتولى الإمام قيادة الصلوات الجماعية اكتساء كليا بالرخام الملون الرفيع وزين إطاره بالجليز الخزفي ذي البريق المعدني، أما الساريتان الخضراوان اللتان كانتا زينة مسجد إسماعيل المنصور فقد وضعتا بعد أن اتخذتا لهما تيجانا تركية في جانبي حنية المحراب و نقشت على هذا الكساء المرمري المرقط أسماء الصحابة العشرة المبشرين بالجنة.

## المرجع
الدكتور زهير بن يوسف، "الجامع الكبير بباجة قراءة في تاريخه ومعماره"
 تونس